# Colburn, Adams County, Wisconsin
Colburn är en ort i Adams County i delstaten Wisconsin, USA.